# St. Magnus (Lenzfried)

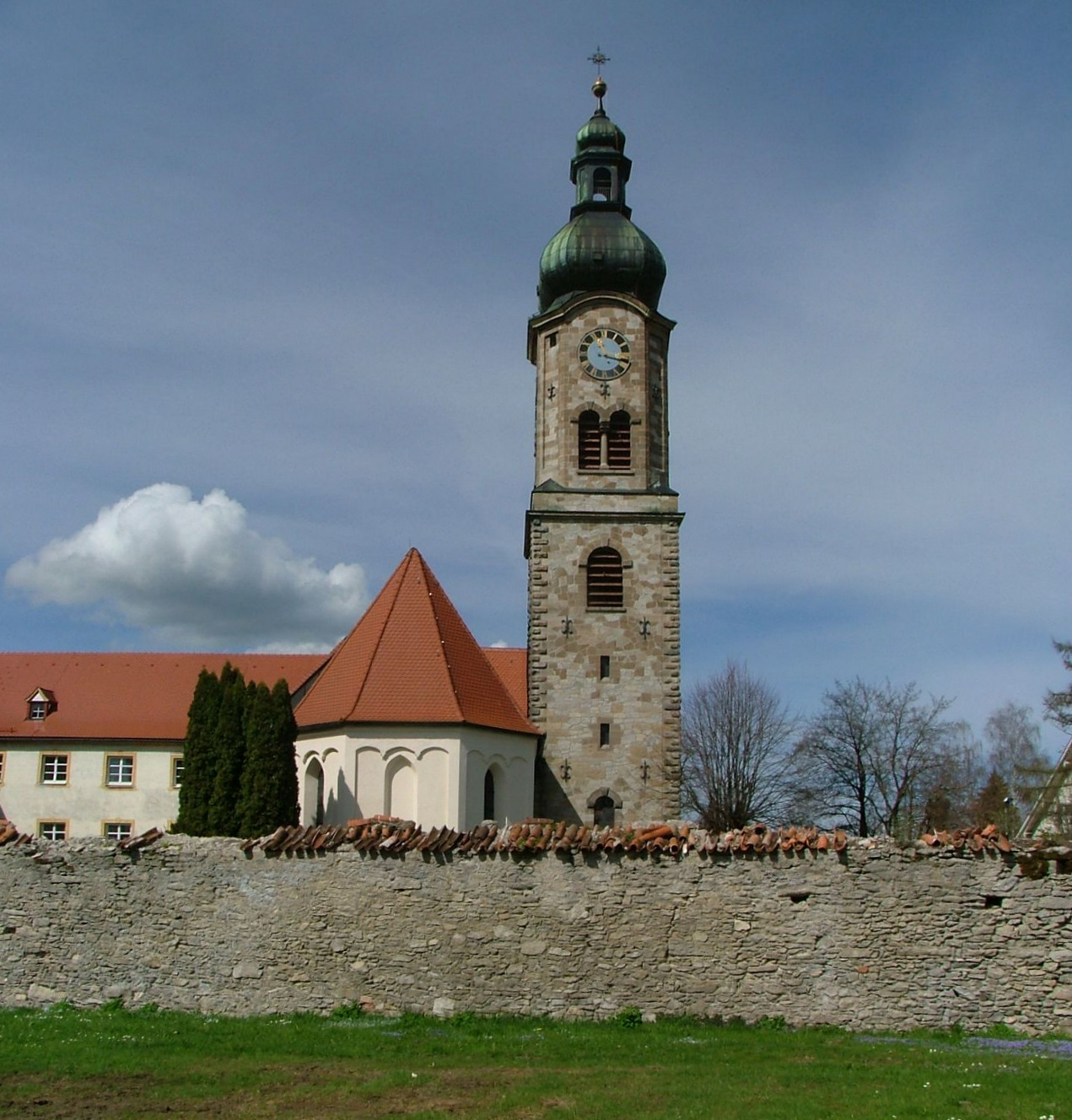
Pfarrkirche und ehemalige Klosterkirche St. Magnus in Lenzfried, hier Chor und Kirchturm hinter der Klostermauer

Die katholische Pfarrkirche St. Magnus ist eine ehemalige Klosterkirche des aufgehobenen Franziskanerklosters St. Bernhardin in Lenzfried, einem Pfarrdorf von Kempten. Der Saalbau hat einen spätgotischen Kernbau und erhielt im 17. Jahrhundert seinen heutigen Grundriss. Eine Josephskapelle wurde in die Nordwand eingebunden. Die geostete Kirche ist baulich an das Klostergebäude angebunden.
Die Kirche ist dem heiligen Magnus von Füssen geweiht.

## Geschichte

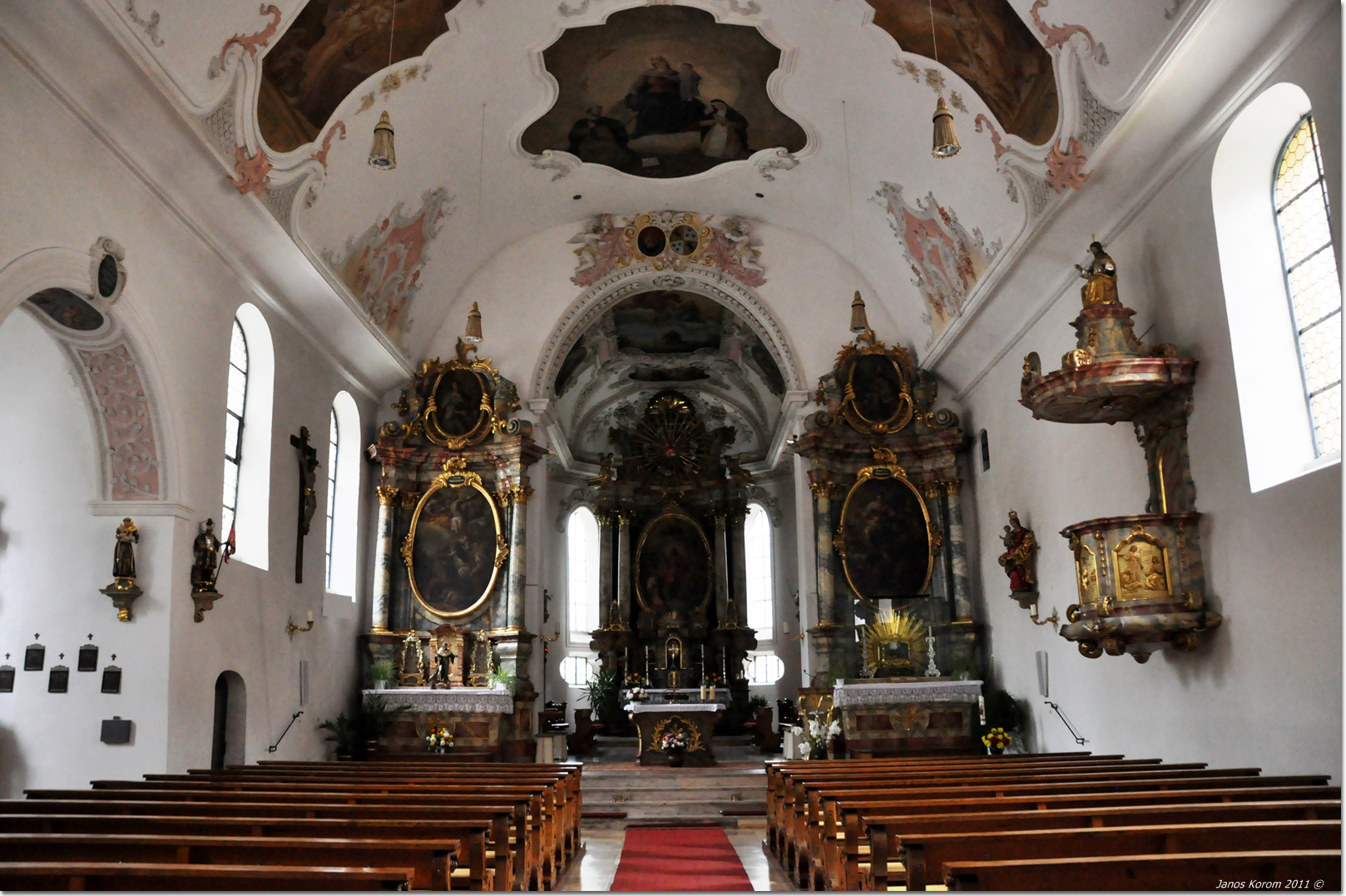
Blick in das Langhaus und in den Chor

Am 4. Dezember 1466 wurde die erste Franziskanerklosterkirche St. Bernhard geweiht. 1665 übernahmen die Franziskaner das Pfarramt in der seit 1642 zur Pfarrkirche St. Magnus erhobenen Klosterkirche. Unter dem Fürstabt Rupert von Bodman fand gleichzeitig mit dem Klosterneubau im Jahr 1683 durch den stiftkemptischen Baumeister Hans Mayer wohl auch ein Umbau der Pfarrkirche statt. 1688 wurde die Josephskapelle erbaut und 1699 eine Gruft vor dem Hochaltar angelegt.
Im Jahr 1720 gelangte der Leib des Katakombenheiligen Konstantius als Reliquie in die Kloster- und Pfarrkirche. Treibende Kraft für diese Reliquie war der stiftkemptische Hofbeamte und Neffe des Fürstabts Johann Franz Josef Leopold von Bodmann (1675–1733), an den noch ein wappengeschmücktes Epitaph im Treppenhaus des Pfarrhofs erinnert. Dem Heiligen ist ein fünfteiliger Gemäldezyklus im Pfarrhof gewidmet. Eines dieser Gemälde stellt die Überführung des Heiligen in einem von vier Franziskanern getragenen Glasschrein dar, ein fünfter schreitet mit Vortragekreuz voraus, begleitet von zwei kleinen Ministranten mit Kerzen. Die Prozession führt aus dem Kloster in die Kirche. Der Hierarchie entsprechend schreiten vornehme weltliche Personen voran, wohingegen am Ende einfache Mönche folgen.
Der Turm der Kirche wurde nach den Plänen des Baumeisters Hugo von Höfl in den Jahren 1892 bis 1894 errichtet. 1921 wurde die Kirche restauriert. Das Geläut des Turms stammt aus dem Jahr 1949.
1979/81 wurde der Innenraum erneut renoviert und 1987 der neugestaltete Kirchplatz eingeweiht.

## Beschreibung

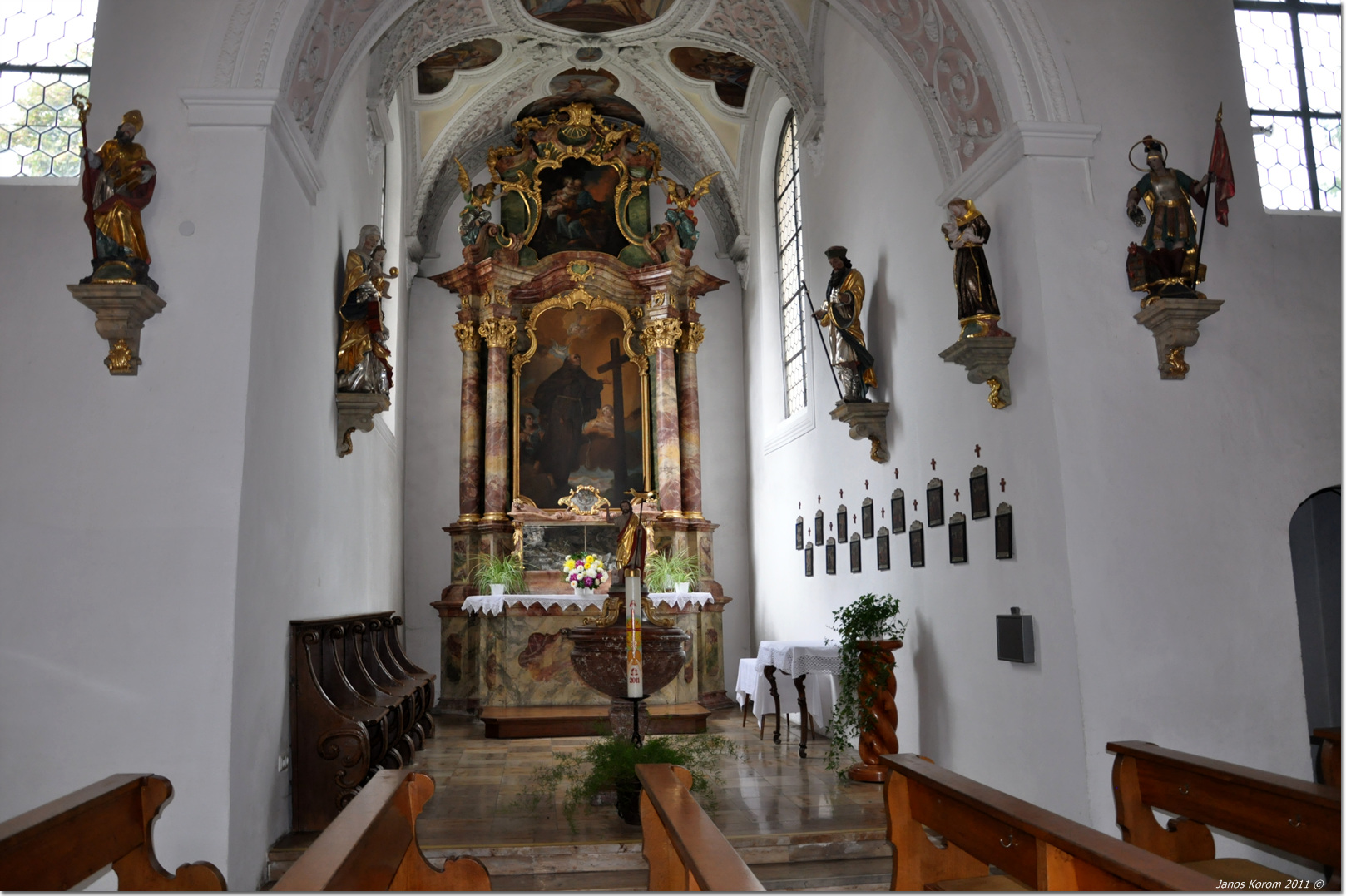
Josephskapelle

Die Kirche schließt sich dem Kloster nördlich an der Hauptstraße (Lenzfrieder Straße) an. Der eingezogene, dreiseitig geschlossene Chor ist im Mauerkern spätgotisch mit einem barocken Tonnengewölbe über ein Kehlgesims. Der Chorbogen ist rund.
Die Spitzbogenfenster sind an der Ostseite vermauert und an den Schrägseiten innen ausgerundet. Im Langhaus mit gedrücktem Tonnengewölbe sind über die Kehlen unregelmäßige Rundbogenfenstersetzungen zu erkennen. Außen wird die Fassade durch einen Rundbogenfries und Lisenengliederung des 19. Jahrhunderts geprägt.
Die Westfassade hat drei gestaffelte Rundbogenöffnungen und ein rundbogiges Portal mit seitlichen Kreisfenstern.

## Ausstattung
Die Kirche ist mit einer Kanzel, einem Taufbecken und Chorgestühl aus dem Jahr 1884 ausgestattet.

### Altäre
Die Altäre stammen aus der Zeit um 1750. Der Hochaltar wurde 1748 vom Kloster Lechfeld erworben und 1884 überarbeitet sechs Meter zurückversetzt. Zwischen Doppelsäulen ist ein ovales Altarblatt. Es stellt Maria als Fürbitterin, Himmelskönigin und Schützerin der Franziskaner im Gericht mit den heiligen Magnus und Ulrich dar. Zugeschrieben wird das Gemälde dem stiftkemptischen Hofmaler Franz Georg Hermann.
Die beiden doppelsäuligen Seitenaltäre haben analog zum Hochaltar ebenso ovale Altarblätter. Auf jenem des nördlichen Altars ist der heilige Franziskus und im Auszug der heilige Ludwig dargestellt. Im südlichen Altar sind der heilige Antonius von Padua und im Auszugsbild die heilige Elisabeth abgebildet. Die Altäre  sind mit Franz Hermann 1750 signiert.

### Stuck und Fresken
Über dem Chorbogen ist in einer Kartusche jeweils das Wappen und das Porträt des Fürstabtes Rupert von Bodman gemalt. An der Chordecke ist Stuck, der im Stil des späten 17. Jahrhunderts mit Putten, Laub- und Fruchtstäben, Akanthuswerk und Muscheln als Rahmen der Fresken dient. Das Gemälde im Chor zeigt das Leben des heiligen Franziskus von Assisi. An der Langhausdecke sind Rahmenstuckfelder mit Laub- und Bandelwerk aus der Zeit um 1720 mit Fresken eines Schweikhardt aus dem Jahr 1884. Enthalten ist hierbei die Rosenkranzverleihung, Magnus von Füssen und Cäcilia von Rom mit einer modernen Darstellung der vier Evangelisten.
Das Kirchenschiff enthält ein großes Deckenbild mit Magnus als Apostel des Allgäus, der zu den Heiden predigt.

### Empore
Die doppelstöckige Empore im Westen der Magnuskirche entstand im Jahr 1884 anstelle der ursprünglich durch einen Gang mit dem Franziskanerinnenkloster verbundenen Nonnenempore. Unter der Empore ist südlich ein Stück Gang des Abteilungsfestflügels  als Taufkapelle abgetrennt.

### Kirchturm mit Geläut
Der 56 Meter hohe Turm, der 1892 bis 1894 mit Geldern des Kirchenbauvereins erbaut wurde. In den 1960er Jahren wurde der Turm mit einer elektrischen Turmuhr des heute als Traktorenhersteller bekannten Unternehmens Fendt ausgestattet. Die alte Turmuhr gelangte in das Turmuhrmuseum der Stadt Mindelheim. Das ursprüngliche Geläut, das 1894 aufgehängt worden war, wurde im Ersten Weltkrieg wie das Nachfolgegeläut im Zweiten Weltkrieg eingeschmolzen.
Die jetzigen sieben Glocken der Pfarrkirche wurden 1949 von der Glockengießerei Grüninger gegossen und am 22. Mai 1949 geweiht. Sie sind über drei Geschosse verteilt und werden durch eine Holzkonstruktion getragen. Sie haben die Tonkombination B’, des’, es’, f’, as’, b’, c’ und ein Gesamtgewicht von etwa sieben Tonnen. Die größte Glocke hat ein Gewicht von 2,5 Tonnen mit einem Durchmesser von 1,66 Metern. 1986 wurde das Geläut mit einem elektrischen Schlag- und Läutwerk ausgestattet.

### Kapellen

#### Josephskapelle
Die Josephskapelle ist an die Nordwand der Kirche angeschlossen und liegt über der Gruft der Franziskaner. Die flache, zweijochige mit Stichkappentonne versehene Kapelle hat im Norden eine Rundbogenfensterachse.
Der viersäulige Altar in der Seitenkapelle wird Franz Georg Hermann zugeschrieben. Der marmorierte Altar ist mit Muschelwerk dekoriert. Die Altarbilder zeigen den heiligen Petrus von Alcantara und im Auszug den heiligen Joseph. Auf der Mensa steht der Reliquienschrein des heiligen Konstantius unter einem Bodmann’schen Wappen.
In der Josephskapelle stehen Holzfiguren der beiden heiligen Anna selbdritt und Joachim. Das Gestühl in dieser Kapelle stammt aus dem frühen 18. Jahrhundert und hat geschwungene Wangen mit Bandelwerkschnitzrelief. 

#### Taufkapelle
In der Taufkapelle ist eine große Kreuzigungsgruppe mit Maria und Johannes aufgestellt, die aus der Zeit um 1680/90 stammen soll.